# Ekström-ijsplateau
Het Ekström-ijsplateau of de Ekström-ijsplaat is een ijsplateau op Antarctica. De ijsplaat bevindt zich aan de Prinses Marthakust van Koningin Maudland, tussen de bergketens Søråsen en Halvfarryggen. 
Het ijsplateau werd voor het eerst in kaart gebracht door de Noors-Brits-Zweedse Antarctische Expeditie (NBSAE) (1949-1952) en werd vernoemd naar Bertil Ekström, een Zweedse werktuigbouwkundige bij de NBSAE, die verdronk toen de weasel (rupsvoertuig) die hij bestuurde, op 24 februari 1951 van de rand van het Quar-ijsplateau stortte.
Het ijsplateau heeft een oppervlakte van 8700 km² en is 160 meter dik aan de rand met een hoogte van 15 meter boven de zeespiegel. Het Duitse onderzoeksstation Neumayer-Station III bevindt zich op de ijsplaat in het noordoosten bij de Atkabaai.